# Provincia di Kénédougou
La provincia di Kénédougou è una delle 45 province del Burkina Faso, situata nella Regione degli Alti Bacini. Il capoluogo è Orodara.

## Struttura della provincia
La provincia di Kénédougou comprende 13 dipartimenti, di cui 1 città e 12 comuni:

### Città
- Orodara

### Comuni
- Banzon
- Djigouéra
- Kangala
- Kayan
- Koloko
- Kourinion
- Kourouma
- Morolaba
- N'dorola
- Samogohiri
- Samorogouan
- Sindo